# دينيسي ودمان
دينيسي ودمان (بالإنجليزية: Dean Woodman)‏ هو مصرفي الاستثمار ‏ أمريكي، ولد في 1929.